# Lygromma quindio
Lygromma quindio là một loài nhện trong họ Gnaphosidae.
Loài này thuộc chi Lygromma. Lygromma quindio được Norman I. Platnick & Mohammad U. Shadab miêu tả năm 1976.